# Берије
Берије (фр. Berrieux) насеље је и општина у североисточној Француској у региону Пикардија, у департману Ен (Пикардија) која припада префектури Лаон.
По подацима из 2011. године у општини је живело 181 становника, а густина насељености је износила 36,35 становника/km². Општина се простире на површини од 4,98 km². Налази се на средњој надморској висини од 98 метара (максималној 159 m, а минималној 72 m).

## Демографија
| 1962. | 1968. | 1975. | 1982. | 1990. | 1999. | 2011. |
| ----- | ----- | ----- | ----- | ----- | ----- | ----- |
| 142   | 162   | 142   | 166   | 162   | 161   | 181   |

График промене броја становника у току последњих година